# Mircea Vodă, Brăila
Mircea Vodă este satul de reședință al comunei cu același nume din județul Brăila, Muntenia, România.